# Hollandse Brigade (1799-1802)
De Hollandse Brigade (Engels: King's Dutch Brigade) was een Nederlandse brigade van het Britse leger van 1799 tot 1802, ten tijde van de Franse revolutionaire oorlogen.
Nederland was in 1795 binnengevallen door revolutionair Frankrijk en gereduceerd tot Franse vazalstaat, de Bataafse Republiek. De naar Groot-Brittannië gevluchte prins Willem, de latere koning Willem I, stelde op het eiland Wight een Hollandse Brigade samen, bestaande uit voormalige officieren en manschappen van het Staatse leger, deserteurs uit het Bataafse leger en muiters van de Bataafse vloot die zich tijdens de Vlieter-incident in 1799 aan de Britten had overgegeven.
De brigade diende in Ierland in de eerste helft van 1801 en verdedigde vervolgens Wight en de Kanaaleilanden Jersey en Guernsey tegen een mogelijke Franse invasie. Bij de vrede van Amiens in 1802 werd de eenheid opgeheven en keerden de meeste militairen weer terug naar Nederland.

## Geschiedenis

### Achtergrond
Na de geallieerde nederlaag tegen de revolutionair Franse legers in de Zuidelijke Nederlanden vielen Franse troepen in 1795 de Nederlandse republiek binnen. Stadhouder Willem V van Oranje-Nassau vluchtte met zijn gezin (waaronder zijn zoons Willem en Frederik) naar Engeland, en de republiek werd vervangen door een vazalstaat naar Frans revolutionair model, de Bataafse Republiek.
Prins Frederik reisde af naar de Duitse stad Osnabrück waar hij probeerde een aanvalsmacht samen te stellen uit de overblijfselen van het Staatse leger. Van de 96 bataljons van het Staatse leger hadden 21 bataljons de kern van het nieuwe Bataafse leger gevormd, maar van de resterende officieren en manschappen verzamelde een aanzienlijk deel zich in Osnabrück in het voorjaar van 1795. Een lijst met officieren die naar Osnabrück gingen telde 839 namen. Koning Frederik Willem II van Pruisen verbood in de zomer van 1795 echter verdere troepenwerving, waardoor Frederik faalde in zijn poging om Nederland te heroveren. In plaats daarvan besloot een groot deel van de Staatse militairen die zich in Osnabrück hadden verzameld om in Britse dienst te gaan, aangezien de Britten bezig waren met werving voor dienst in Caraïbisch gebied. De Britten boden pensioen (half-pay) aan de voormalige Staatse officieren die zich na 12 januari 1796 in Pruisen verzamelden.
In 1798 vormde een aantal voormalige Staatse militairen het vijfde bataljon van het 60e infanterieregiment van het Britse leger. Dit was het signaal voor de formatie van meer "Nederlandse" eenheden van het Britse leger, in voorbereiding voor een Brits-Russische invasie van Nederland in de zomer van 1799. Frederik Willem II van Pruisen keek de andere kant op terwijl de Nederlandse militairen op zijn grondgebied gerekruteerd werden voor Britse dienst. Hoewel de inval in Nederland in 1799 eindigde in een nederlaag, werd wel een flink aantal Bataafse deserteurs, muiters en oorlogsgevangenen naar Engeland getransporteerd. Tegelijkertijd werden ook de Staatse troepen in Duitsland naar Engeland gebracht.

### Formatie
Op het eiland Wight, voor de zuidkust van Engeland, formeerde prins Willem een brigade bestaande uit in totaal 97 compagnieën:
- 4 regimenten infanterie (ieder bestaande uit 18 compagnieën);
- 1 regiment jager (18 compagnieën);
- een bataljon artillerie (6 compagnieën);
- een korps ingenieurs
- ondersteunende troepen

De Hollandse Brigade werd formeel opgericht op 21 oktober 1799 als de King's Dutch Brigade. De troepen zwoeren een eed van trouw aan zowel de Britse kroon als stadhouder Willem V. De voormalige stadhouder was formeel gezien de opperbevelhebber (als kapitein-generaal van het voormalige Staatse leger), maar prins Willem had in werkelijkheid het bevel over de brigade.
De staf en de leiding van de regimenten en bataljons bestond uit voormalige Staatse officieren als de generaal-majoors Frederick Stamford, Carel Bentinck, De Constant Villars en Willem van der Duyn. Onder deze titulaire kolonels werd het eigenlijke bevel over de troepen gevoerd door de luitenant-kolonels Von Dopf, Von Schwartz, MacLeod, Von Schinne, Morack en Jacob Sprecher von Bernegg. De jagers stonder onder commando van luitenant-kolonel Von Heydt en de artillerie onder luitenant-kolonel W. du Pont. De verbindingsofficier met de Britten was kolonel Sontag. De kwartiermeester, degene die verantwoordelijk was voor alle uitbetalingen, was kolonel Van der Maasen.
De brigade bestond in totaal uit zo'n 5.000 man. Prins Willem ontving een jaarlijks bedrag van 600 pond van de Britten om zijn troepen van te betalen. Iedere kolonel ontving jaarlijks 500 pond voor zijn regiment.
Na een basistraining, persoonlijk geleid door prins Willem, ontvingen de regimenten op 6 augustus 1800 hun vaandels. Elk regiment kreeg zowel de Britse King's Colours als een regimentele vlag naar Nederlands model (de Prinsenvlag met daarop het wapen van het Huis Oranje-Nassau). De uniforms van de brigade waren ook anders dan die van andere Britse eenheden: Nassaus blauw voor de infanterie en groen afgezet met zwart voor de jagers.
Op 27 november werd de eenheid gereorganiseerd, waarbij de compagnieën flankeurs, waarvan elk regiment er twee had, afgesplitst werden tot twee aparte bataljons van ieder vier compagnieën.

### Dienst
De brigade werd eerst voorbereid op een expeditie naar Portugal. Deze expeditie ging echter niet door, omdat er in december 1800 een Franse invasie van Engeland dreigde. De brigade was daarom nodig om Engeland tegen de mogelijke invasie te verdedigen.
In de eerste helft van 1801 diende de brigade in Ierland, dat na een opstand in 1798 bij het nieuwe Verenigd Koninkrijk van Groot-Brittannië en Ierland gevoegd was. Hierna keerde de eenheid terug naar Wight, waar de brigade op 15 juni aankwam. Vervolgens kregen ze de taak om Wight en de Kanaaleilanden Jersey en Guernsey te verdedigen tegen een mogelijk Franse aanval.

### Opheffing
De brigade werd opgeheven op 12 juli 1802, zoals was overeengekomen bij het verdrag van Amiens, een vredesverdrag tussen de Britten en Fransen op 25 maart van dat jaar. De officieren en manschappen van de brigade kregen een generaal pardon van de Bataafse Republiek en konden terugkeren naar Nederland.
De meesten keerden inderdaad terug naar Nederland. Velen van hen gingen in Bataafse dienst naar de Nederlandse koloniën die door de Britten waren bezet, maar bij de Vrede van Amiens werden teruggegeven. Een kleiner aantal vormden een compagnie van het leger van prins Willem in zijn, in 1803 verkregen, Vorstendom Nassau-Oranje-Fulda. Na de opheffing van dit vorstendom in 1806 gingen de meesten in dienst van het Koninkrijk Holland.
Niet alle leden van de brigade verlieten Engeland in 1802. Sommige officieren, zoals Hendrik Detmers, gingen niet terug naar Nederland en namen ook geen dienst bij een andere Britse eenheid. Zij kregen pensioen (half-pay) van de Britten.

## Verder lezen
- Ringoir, H., Het ontstaan van de Hollandse Brigade in Engelse Dienst 1799-1802.
- De Wilde, F.G., De uniformen van de Hollandse Brigade in Engelse Dienst 1799-1802.